# KISS1R
KiSS1-izvedeni peptidni receptor (takođe poznat kao KISS1R, GPR54 ili Kispeptinski receptor) je G protein-spregnuti receptor koji vezuje peptidni hormon kispeptin (metastin). Kispeptin je kodiran genom supresora metastaze KISS1, koji je izražen u raznim endokrinim i gonadnim tkivima. Aktivacija kispeptinskog receptora je vezana sa kaskadom fosfolipaze C i inozitol trisfosfata u ćelija.

## Funkcija
Kispeptin učestvuje u regulaciji endokrinih funkcija i početka puberteta. Aktivacija kispeptinskog receptora inicira otpuštanje gonadotropin-oslobađajućeg hormona (GnRH). Otpuštanje samog kispeptina inhibira estradiol, a podstiče GnRH. Snižavanje nivoa kispeptina sa godinama je jedan od mogućih razloga za opadanje nivoa drugih endokrinih hormona, kao što je luteinizirajući hormon.

## Ligandi
Svi poznati ligandi su peptidi. Selektivni agonisti i antagonisti su otkriveni 2009.

### Agonisti
- Kispeptin
- Kispeptin-10 (112-121 C-terminalni fragment)[11]

### Antagonisti
- Kispeptin-10 analozi modifikovani amino supstitucijama.[12]

## Literatura
1. ↑  Lee DK, Nguyen T, O'Neill GP, Cheng R, Liu Y, Howard AD, Coulombe N, Tan CP, Tang-Nguyen AT, George SR, O'Dowd BF (1999). „Discovery of a receptor related to the galanin receptors”. FEBS Lett. 446 (1): 103—7. PMID 10100623. doi:10.1016/S0014-5793(99)00009-5.
2. ↑  Ohtaki T, Shintani Y, Honda S, Matsumoto H, Hori A, Kanehashi K, Terao Y, Kumano S, Takatsu Y, Masuda Y, Ishibashi Y, Watanabe T, Asada M, Yamada T, Suenaga M, Kitada C, Usuki S, Kurokawa T, Onda H, Nishimura O, Fujino M (2001). „Metastasis suppressor gene KiSS-1 encodes peptide ligand of a G-protein-coupled receptor”. Nature. 411 (6837): 613—7. PMID 11385580. doi:10.1038/35079135.
3. ↑  Muir AI, Chamberlain L, Elshourbagy NA, Michalovich D, Moore DJ, Calamari A, Szekeres PG, Sarau HM, Chambers JK, Murdock P, Steplewski K, Shabon U, Miller JE, Middleton SE, Darker JG, Larminie CG, Wilson S, Bergsma DJ, Emson P, Faull R, Philpott KL, Harrison DC (2001). „AXOR12, a novel human G protein-coupled receptor, activated by the peptide KiSS-1”. J. Biol. Chem. 276 (31): 28969—75. PMID 11387329. doi:10.1074/jbc.M102743200.
4. ↑  Kotani M, Detheux M, Vandenbogaerde A, Communi D, Vanderwinden JM, Le Poul E, Brézillon S, Tyldesley R, Suarez-Huerta N, Vandeput F, Blanpain C, Schiffmann SN, Vassart G, Parmentier M (2001). „The metastasis suppressor gene KiSS-1 encodes kisspeptins, the natural ligands of the orphan G protein-coupled receptor GPR54”. J. Biol. Chem. 276 (37): 34631—6. PMID 11457843. doi:10.1074/jbc.M104847200.
5. ↑  Richard N, Corvaisier S, Camacho E, Kottler ML (2009). „KiSS-1 and GPR54 at the pituitary level: overview and recent insights”. Peptides. 30 (1): 123—9. PMID 18948153. doi:10.1016/j.peptides.2008.09.015.
6. ↑  Liu X, Lee K, Herbison AE (2008). „Kisspeptin excites gonadotropin-releasing hormone neurons through a phospholipase C/calcium-dependent pathway regulating multiple ion channels”. Endocrinology. 149 (9): 4605—14. PMID 18483150. doi:10.1210/en.2008-0321.
7. ↑  Shahab M, Mastronardi C, Seminara SB, Crowley WF, Ojeda SR, Plant TM (2005). „Increased hypothalamic GPR54 signaling: a potential mechanism for initiation of puberty in primates”. Proceedings of the National Academy of Sciences of the United States of America. 102 (6): 2129—34. PMC 548549 . PMID 15684075. doi:10.1073/pnas.0409822102.
8. ↑  Plant TM, Ramaswamy S, Dipietro MJ (2006). „Repetitive activation of hypothalamic G protein-coupled receptor 54 with intravenous pulses of kisspeptin in the juvenile monkey (Macaca mulatta) elicits a sustained train of gonadotropin-releasing hormone discharges”. Endocrinology. 147 (2): 1007—13. PMID 16282350. doi:10.1210/en.2005-1261.
9. ↑  Richard N, Galmiche G, Corvaisier S, Caraty A, Kottler ML (2008). „KiSS-1 and GPR54 genes are co-expressed in rat gonadotrophs and differentially regulated in vivo by oestradiol and gonadotrophin-releasing hormone”. Journal of Neuroendocrinology. 20 (3): 381—93. PMID 18208554. doi:10.1111/j.1365-2826.2008.01653.x.
10. ↑  Neal-Perry G, Lebesgue D, Lederman M, Shu J, Zeevalk GD, Etgen AM (2009). „The excitatory peptide kisspeptin restores the luteinizing hormone surge and modulates amino acid neurotransmission in the medial preoptic area of middle-aged rats”. Endocrinology. 150 (8): 3699—708. PMC 2717872 . PMID 19423763. doi:10.1210/en.2008-1667.
11. ↑  Mikkelsen JD, Bentsen AH, Ansel L, Simonneaux V, Juul A (2009). „Comparison of the effects of peripherally administered kisspeptins”. Regulatory Peptides. 152 (1-3): 95—100. PMID 18940206. doi:10.1016/j.regpep.2008.10.001.
12. ↑  Roseweir AK, Kauffman AS, Smith JT, Guerriero KA, Morgan K, Pielecka-Fortuna J, Pineda R, Gottsch ML, Tena-Sempere M, Moenter SM, Terasawa E, Clarke IJ, Steiner RA, Millar RP (2009). „Discovery of potent kisspeptin antagonists delineate physiological mechanisms of gonadotropin regulation”. The Journal of Neuroscience : the Official Journal of the Society for Neuroscience. 29 (12): 3920—9. PMC 3035813 . PMID 19321788. doi:10.1523/JNEUROSCI.5740-08.2009.

## Dodatna literatura
- Colledge WH (2005). „GPR54 and puberty.”. Trends Endocrinol. Metab. 15 (9): 448—53. PMID 15519892. doi:10.1016/j.tem.2004.09.008.
- Kaiser UB, Kuohung W (2006). „KiSS-1 and GPR54 as new players in gonadotropin regulation and puberty.”. Endocrine. 26 (3): 277—84. PMID 16034182. doi:10.1385/ENDO:26:3:277.
- Seminara SB (2006). „Metastin and its G protein-coupled receptor, GPR54: critical pathway modulating GnRH secretion.”. Frontiers in neuroendocrinology. 26 (3-4): 131—8. PMID 16309735. doi:10.1016/j.yfrne.2005.10.001.
- Tena-Sempere M (2006). „GPR54 and kisspeptin in reproduction.”. Hum. Reprod. Update. 12 (5): 631—9. PMID 16731583. doi:10.1093/humupd/dml023.
- Cerrato F, Seminara SB (2007). „Human genetics of GPR54.”. Reviews in endocrine & metabolic disorders. 8 (1): 47—55. PMID 17334928. doi:10.1007/s11154-007-9027-3.
- Lee DK; Nguyen T; O'Neill GP;  . (1999). „Discovery of a receptor related to the galanin receptors.”. FEBS Lett. 446 (1): 103—7. PMID 10100623. doi:10.1016/S0014-5793(99)00009-5.
- Ohtaki T; Shintani Y; Honda S;  . (2001). „Metastasis suppressor gene KiSS-1 encodes peptide ligand of a G-protein-coupled receptor.”. Nature. 411 (6837): 613—7. PMID 11385580. doi:10.1038/35079135.
- Muir AI; Chamberlain L; Elshourbagy NA;  . (2001). „AXOR12, a novel human G protein-coupled receptor, activated by the peptide KiSS-1.”. J. Biol. Chem. 276 (31): 28969—75. PMID 11387329. doi:10.1074/jbc.M102743200.
- Clements MK; McDonald TP; Wang R;  . (2001). „FMRFamide-related neuropeptides are agonists of the orphan G-protein-coupled receptor GPR54.”. Biochem. Biophys. Res. Commun. 284 (5): 1189—93. PMID 11414709. doi:10.1006/bbrc.2001.5098.
- Kotani M; Detheux M; Vandenbogaerde A;  . (2001). „The metastasis suppressor gene KiSS-1 encodes kisspeptins, the natural ligands of the orphan G protein-coupled receptor GPR54.”. J. Biol. Chem. 276 (37): 34631—6. PMID 11457843. doi:10.1074/jbc.M104847200.
- Hori A; Honda S; Asada M;  . (2001). „Metastin suppresses the motility and growth of CHO cells transfected with its receptor.”. Biochem. Biophys. Res. Commun. 286 (5): 958—63. PMID 11527393. doi:10.1006/bbrc.2001.5470.
- Ringel MD; Hardy E; Bernet VJ;  . (2002). „Metastin receptor is overexpressed in papillary thyroid cancer and activates MAP kinase in thyroid cancer cells.”. J. Clin. Endocrinol. Metab. 87 (5): 2399. PMID 11994395. doi:10.1210/jc.87.5.2399.
- Janneau JL; Maldonado-Estrada J; Tachdjian G;  . (2002). „Transcriptional expression of genes involved in cell invasion and migration by normal and tumoral trophoblast cells.”. J. Clin. Endocrinol. Metab. 87 (11): 5336—9. PMID 12414911. doi:10.1210/jc.2002-021093.
- Bo-Abbas Y; Acierno JS; Shagoury JK;  . (2003). „Autosomal recessive idiopathic hypogonadotropic hypogonadism: genetic analysis excludes mutations in the gonadotropin-releasing hormone (GnRH) and GnRH receptor genes.”. J. Clin. Endocrinol. Metab. 88 (6): 2730—7. PMID 12788881. doi:10.1210/jc.2002-021948.
- Ikeguchi M, Hirooka Y, Kaibara N (2003). „Quantitative reverse transcriptase polymerase chain reaction analysis for KiSS-1 and orphan G-protein-coupled receptor (hOT7T175) gene expression in hepatocellular carcinoma.”. J. Cancer Res. Clin. Oncol. 129 (9): 531—5. PMID 12898236. doi:10.1007/s00432-003-0469-z.
- de Roux N; Genin E; Carel JC;  . (2003). „Hypogonadotropic hypogonadism due to loss of function of the KiSS1-derived peptide receptor GPR54.”. Proc. Natl. Acad. Sci. U.S.A. 100 (19): 10972—6. PMC 196911 . PMID 12944565. doi:10.1073/pnas.1834399100.
- Seminara SB; Messager S; Chatzidaki EE;  . (2003). „The GPR54 gene as a regulator of puberty.”. N. Engl. J. Med. 349 (17): 1614—27. PMID 14573733. doi:10.1056/NEJMoa035322.
- Ikeguchi M, Yamaguchi K, Kaibara N (2004). „Clinical significance of the loss of KiSS-1 and orphan G-protein-coupled receptor (hOT7T175) gene expression in esophageal squamous cell carcinoma.”. Clin. Cancer Res. 10 (4): 1379—83. PMID 14977840. doi:10.1158/1078-0432.CCR-1519-02.
- Bilban M; Ghaffari-Tabrizi N; Hintermann E;  . (2004). „Kisspeptin-10, a KiSS-1/metastin-derived decapeptide, is a physiological invasion inhibitor of primary human trophoblasts.”. J. Cell. Sci. 117 (Pt 8): 1319—28. PMID 15020672. doi:10.1242/jcs.00971.
- Grimwood J; Gordon LA; Olsen A;  . (2004). „The DNA sequence and biology of human chromosome 19.”. Nature. 428 (6982): 529—35. PMID 15057824. doi:10.1038/nature02399.

## Spoljašnje veze
- „KiSS1-Derived Peptide Receptors”. IUPHAR Database of Receptors and Ion Channels. International Union of Basic and Clinical Pharmacology. Архивирано из оригинала 06. 02. 2016. г.
- KISS1R+protein,+human на 